# Банич, Штефан
Штефан Банич (словац. Štefan Banič, 23 ноября 1870 — 2 января 1941) — словацкий конструктор и изобретатель. Известен созданием первого армейского парашюта.

## Биография
Родился 23 ноября 1870 в крестьянской семье в деревне Нештих (ныне часть деревни Смоленице) в Австро-Венгрии, на территории нынешней Словакии. Некоторое время работал каменщиком, затем в поисках лучшей доли уехал в США, где работал шахтёром на угольной шахте в Пенсильвании. Интересовался авиатехникой.
В 1913 году создал прототип парашюта и 3 июня 1913 года в Вашингтоне прыгнул с 41-этажного здания, чтобы продемонстрировать своё изобретение представителям Патентного бюро США и командованию американских вооружённых сил.
В 1914 году совершил прыжок с парашютом с самолёта.
25 августа 1914 года получил патент, который затем передал армии США.
Парашют Банича представлял собой своего рода зонт с телескопическими спицами, прикреплённый к туловищу. Это был первый широко используемый тип парашюта, в частности он использовался в американских ВВС во время Первой мировой войны.
После войны Банич возвратился в Словакию, где жил достаточно уединённо, занимаясь каменными работами. Стал одним из первооткрывателей пещеры Дрины в Малых Карпатах.

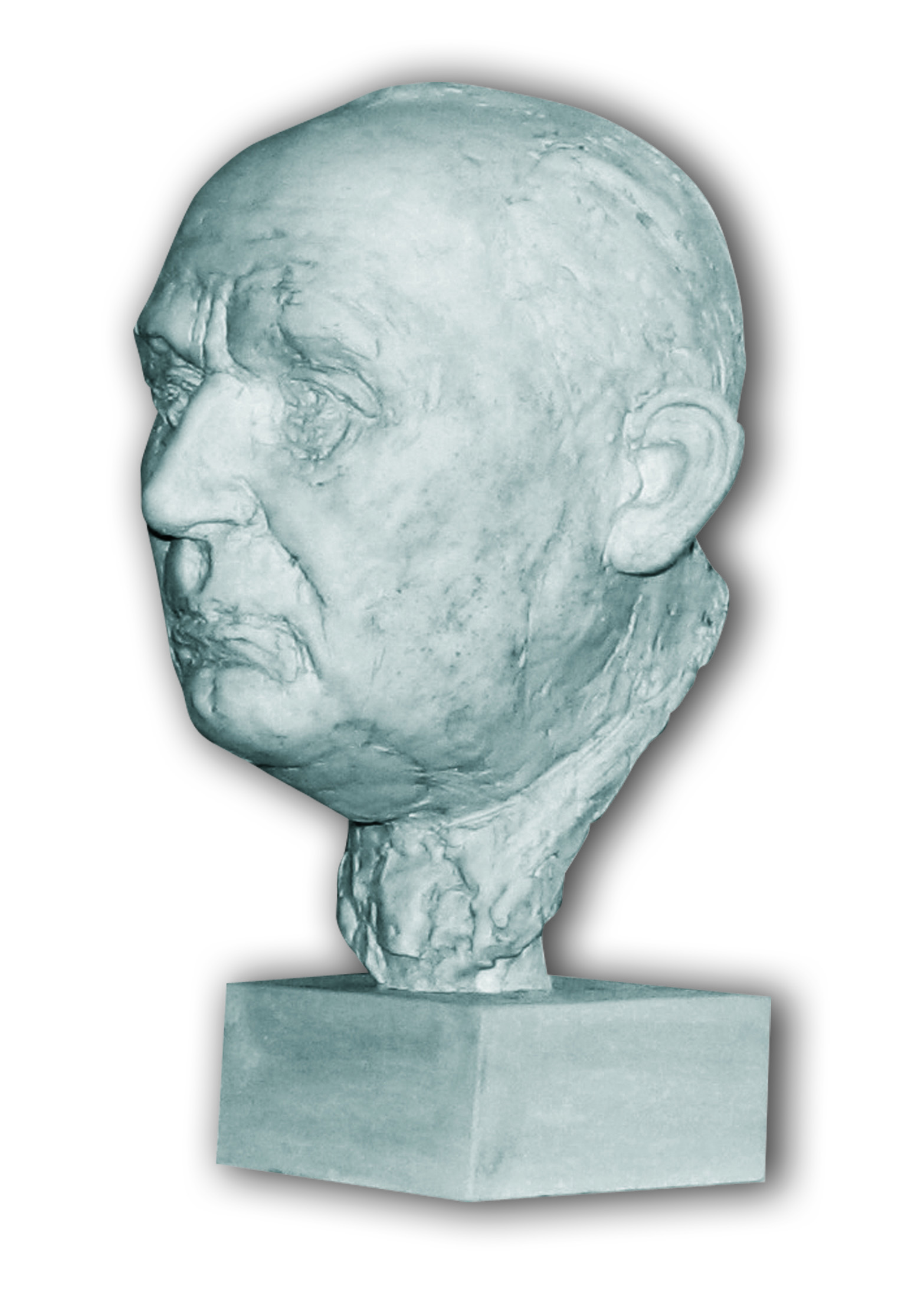
Бюст Штефана Банича. Скульптор Петер Валах

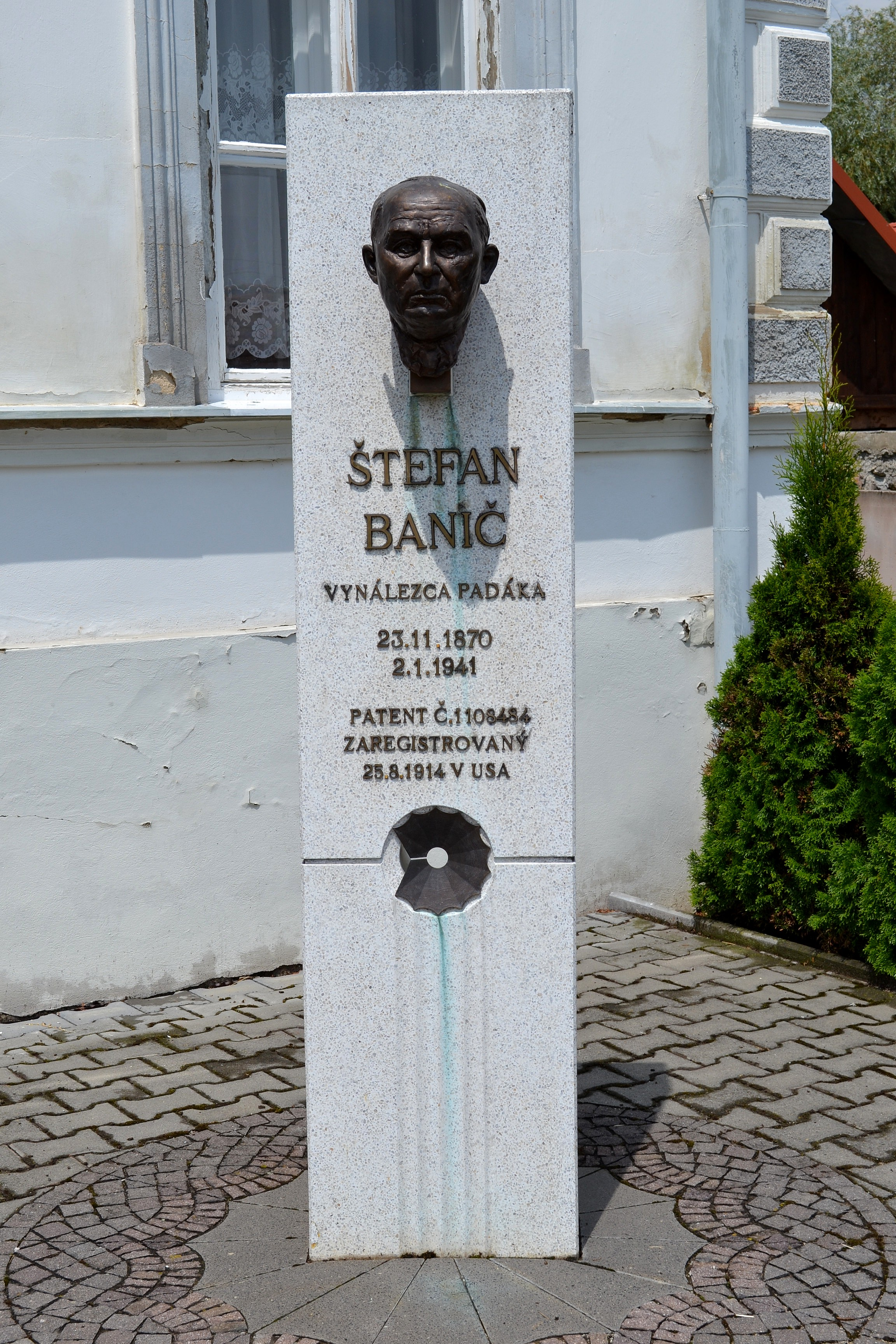
Памятник Баничу в Смоленице

Умер 2 января 1941 года в Нештихе. На могильном камне изображён парашют.